# Crkva Uznesenja Blažene Djevice Marije (Tuhelj)
Crkva Uznesenja Blažene Djevice Marije  je rimokatolička crkva u općini Tuhelj zaštićeno kulturno dobro.

## Opis dobra
Župna crkva nalazi se u središtu mjesta, podno brijega na kojemu je župni dvor. Tlocrtnu osnovu crkve čine kvadratni zvonik iz kojeg se ulazi u pravokutnu lađu, na koju se veže svetište s trostranim zaključkom. Sjeverno je smještena sakristija. Glavnim pročeljem dominira masivan zvonik podijeljen na pet katova. Župna crkva u Tuhelju primjer je sakralne arhitekture na kojoj se iščitavaju promjene stilova, od najstarijeg gotičkog u svetištu, preko baroknog do neogotičkih intervencija s kraja 19. st. Jednokatni župni dvor glavnim je pročeljem gleda prema crkvi. Ispod cijele zgrade se proteže podrum svođen češkim kapama. Istaknutim položajem, s crkvom župni dvor čini skladnu mikrourbanu cjelinu.

## Zaštita
Pod oznakom Z-2226 zavedena je kao nepokretno kulturno dobro - pojedinačno, pravnog statusa zaštićena kulturnog dobra, klasificirano kao "sakralna graditeljska baština".